# Joachim Wilhelm von Brawe

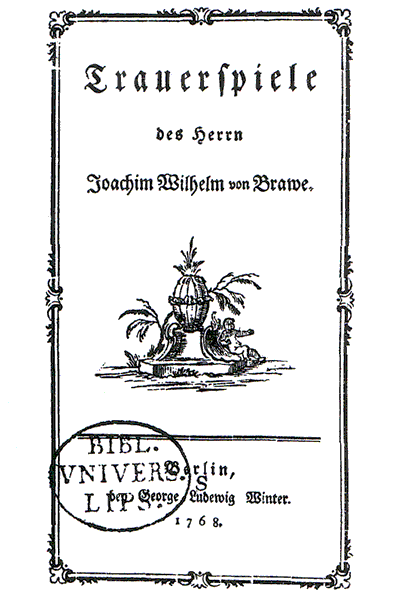
Titelseite der Trauerspiele des Herrn Joachim Wilhelm von Brawe (1768)

Joachim Wilhelm von Brawe (* 4. Februar 1738 in Weißenfels; † 7. April 1758 in Dresden) aus dem Adelsgeschlecht derer von Brawe war ein deutscher Dramatiker.

## Leben
Das Geburtshaus von Brawe ist das Hofmarschallhaus in Weißenfels. Seine Eltern waren der Vizekanzler des Herzogtums Sachsen-Weißenfels Johann Jakob von Brawe († 13. April 1773) und dessen Ehefrau Johanna Wilhelmine von Hessberg. Die Mutter starb noch vor 1750, denn der Vater heiratet um diese Zeit Henriette Amalie von Seydewitz.
Brawe kam bereits am 27. Mai 1750 nach Schulpforta, wo er am 28. Januar 1755 mit Abschluss entlassen wurde. Nach Beendigung seiner Schulzeit begann Brawe am 2. Februar 1755 ein Studium der Rechtswissenschaften an der Universität Leipzig. Dort verkehrte er im Freundeskreis um Christian Fürchtegott Gellert, Ewald Christian von Kleist, Gotthold Ephraim Lessing und Christian Felix Weiße. Von Lessing unterstützt und gefördert schrieb Brawe zwei Trauerspiele: ein bürgerliches (Der Freygeist) und ein historisches (Brutus).
Sein Freygeist ist Lessings Miss Sara Sampson und englischen Dramen nachgebildet. In seinem Drama Brutus verwendete Brawe zum ersten Mal den reimlosen fünffüßigen Jambus, den er damit auf der deutschen Bühne einführte.
Kurz nach seiner Ernennung zum Regierungsrat in Merseburg starb der 20-jährige Brawe am 7. April 1758 beim Besuch seiner Eltern in Dresden.

## Werke
- Der Freygeist. Ein Trauerspiel in 5 Aufzügen. 1767 (107 S.; Scan der Ausgabe 1767; Scan der Ausgabe Danzig 1774 in der Google-Buchsuche).
  - Kritische Neuedition: Hrsg. von Frank Fischer und Jörg Riemer, Ille & Riemer, Leipzig/Weißenfels 2002, ISBN 3-936308-10-1.
- Trauerspiele des Herrn Joachim Wilhelm von Brawe. George Ludewig Winter, Berlin 1768 (248 S.; mit Vorbericht; Brutus, ein Trauerspiel in fünf Aufzügen und Der Freygeist, ein Trauerspiel in Prosa und fünf Aufzügen; Scan – Staatsbibliothek Berlin).
- Brutus. Ein Trauerspiel in 5 Aufzügen. Trattner, Wien 1770 (77 S.; Scan in der Google-Buchsuche).
  - Kritische Neuedition: Mit einem Vorwort von Steffen Martus und einem Nachwort von Frank Fischer. Hrsg. von Frank Fischer und Jörg Riemer. Im Anhang: Freymüthige Erinnerung an die deutsche Schaubühne, über die Vorstellung des Brutus von Joseph von Sonnenfels. Ille & Riemer, Leipzig/Weißenfels 2007, ISBN 978-3-936308-11-2.
- Brutus. Ein Trauerspiel in 5 Aufzügen. In: Jakob Minor (Hrsg.): Lessings Jugendfreunde. Chr. Felix Weiße, Joh. Friedr. v. Cronegk, Joach. Wilh. v. Brawe, Friedrich Nicolai (= Joseph Kürschner [Hrsg.]: Deutsche National-Litteratur. Historisch krititsche Ausgabe. Band 72). W. Spemann, Berlin/Stuttgart 1883, Joach. Wilh. v. Brawe, S. 203–273, hier S. 211–273 (mit einer Einleitung; Scan in der Google-Buchsuche). Nachdruck: Niemeyer, Tübingen 1974, DNB 750498676.